# Jean Leca
 (juin 2017).
Si vous disposez d'ouvrages ou d'articles de référence ou si vous connaissez des sites web de qualité traitant du thème abordé ici, merci de compléter l'article en donnant les références utiles à sa vérifiabilité et en les liant à la section « Notes et références ».
Cet article concerne le politologuefrançais. Pour l'ancien combattant et résistant français, voir Jean Leca (militaire).
Pour les articles homonymes, voir Leca.
Jean Leca, né le 20 mars 1935 à Alger (Algérie française), est un politologue français.

## Biographie

### Formation
Jean Leca est le fils d'un militaire. Il suit ses études au lycée et à la faculté de droit d'Alger, et est diplômé de l'Institut d'études politiques d'Alger. Il étudie ensuite aux facultés de droit de Paris et d'Aix-en-Provence. Il est docteur en droit en 1959 et est reçu à l'agrégation de droit.

### Parcours professionnel
Ayant été reçu à l'agrégation, il est nommé professeur à la faculté de droit de l'université de Grenoble en 1960. De 1962 à 1965, il dirige l'Institut d'études politiques d'Alger. 
En 1967, Jean Leca rejoint l'Institut d'études politiques de Grenoble en tant que professeur. Il y demeure jusqu'en 1980. Il en devient le directeur-adjoint, puis directeur jusqu'en 1970. 
Dans le même temps, il est Visiting professor au département de sociologie de l'université du Wisconsin à Madison (1972-1973). 
À partir de 1981, Jean Leca devient directeur d'études puis professeur à l'Institut d'études politiques de Paris. Il ne cesse d'enseigner qu'une année, en 1987, lorsqu'il est Visiting professor au département de Government du Darmouth College. 
Jusqu'en 1998, il est responsable pédagogique du DEA de science politique de l'IEP. De 1997 à 2000, il dirige l'école doctorale de l'institut.
De 1982 à 1987, il est chargé de cours au département de science politique de l'université Paris I Panthéon-Sorbonne. 

### Autres fonctions
Il a été président du jury d'agrégation de science politique en 1976. Il est membre, vice-président puis président de la section science politique du Conseil national des universités entre 1977 et 1979. Il est à nouveau membre du CNU[pas clair] de 1983 à 1987. Il est par ailleurs membre du comité de rédaction de l'European Journal of Political Research entre 1977 et 1981.
Il est membre du conseil de l'Association française de science politique en 1979. En 2000, il est élu président de l'Association française de science politique. Nonna Mayer lui succède à ce poste en 2005.
Il assume les fonctions de directeur scientifique de la revue Maghreb-Machrek. Monde Arabe de 1981 à 1999 et de président du comité scientifique de cette même revue de 2002 à 2003.
Dans le même temps, il est membre de la section "science politique" du comité national de la recherche scientifique (CNRS) (1982-1991); il est membre du Workshop Committee du Consortium européen de recherche politique (ECPR) (1983-1988); membre du Joint Committee on the Near and Middle East (JCNME) du Social Science Research Council (États-Unis) (1985-1991); président du Conseil de département (Sciences de l'homme et de la société) du Centre national de la recherche scientifique (1988-1989); membre du Comité exécutif et président du Comité de programme de l'Association internationale de science politique (1988-1991); membre du Comité scientifique du Centre de sociologie des organisations (1988-1998); président du Comité scientifique de l'Institut de recherche sur le monde arabe et musulman (Aix-en-Provence) (1988-1998); membre de la School of Social Science de l'Institute for Advanced Studies (Université de Princeton, États-Unis) (1989-1990); premier vice-président de l'Association internationale de science politique; président du conseil scientifique de l'évaluation des politiques publiques (1991-1996); membre du comité de rédaction de la Revue française de science politique (1992); président de l'Association française de science politique (1993-1994); président de l'Association internationale de science politique (1994-1997), membre du comité de rédaction des revues Government and Opposition et Economy and Society (1997).

## Ouvrages
- L'Algérie politique. Institutions et régime (avec Jean-Claude Vatin), Paris, Presses de Sciences Po, 1975.
- Développements politiques au Maghreb : aménagements institutionnels et processus électoraux (codir.), Paris, Éditions du Centre national de la recherche scientifique, 1979.
- Traité de science politique (codir. avec Madeleine Grawitz), 4 vol. Paris, PUF, 1985
- Les démocraties sont-elles gouvernables ? (codir. avec Roberto Papini), Paris, Economica, 1985
- Sur l'individualisme : théories et méthodes (codir. avec Pierre Birnbaum), Paris, Presses de la FNSP, 1986, rééd. 1991, trad. Individualism : Theories and Methods, Oxford, Clarendon Press, 1990.
- Pour(quoi) la philosophie politique ?, Paris, Presses de Sciences Po, 2001.